# Karamabura
Karamabura is een bestuurslaag in het regentschap Dompu van de provincie West-Nusa Tenggara, Indonesië. Karamabura telt 2331 inwoners (volkstelling 2010).